# Rossano Baldini
Rossano Baldini (Roma, 20 novembre 1982) è un pianista, compositore e produttore musicale italiano.

## Biografia
Dopo il Diploma in pianoforte presso il Conservatorio di Santa Cecilia di Roma sotto la guida del M° Antonio Valente, ha approfondito lo studio del jazz e dell'improvvisazione studiando con Franco D'Andrea, John Taylor (pianista), Kenny Werner e Stefano Battaglia presso i seminari estivi dell'Accademia di Siena Jazz. Nel 2008 si è trasferito a Los Angeles, dove ha avviato la sua carriera professionale collaborando con il compositore Carlo Siliotto e il produttore Ignacio Elisawetsky.
Ha composto e prodotto le musiche originali di diversi film lungometraggi, tra cui  Neet (2024, Andrea Biglione), Nel bagno delle donne (2020, Marco Castaldi), Il principe di Ostia Bronx (2018, Raffaele Passerini) e Tutti i rumori del mare (2012, Federico Brugia; musiche scritte da Rossano Baldini, Stefano Brandoni, Corrado Carosio e Pierangelo Fornaro). 
Tra i cortometraggi presentati in festival italiani e internazionali figurano Un Viaggio A Roma (2023, Laura Luchetti), Consider The Lillies (2023, Cristina Spina), Now, Kiss (2023, Alessandra Gonnella), Ossa (2022, Daniele Testi e Catrinel Menghia), 500 Calories(2020, Cristina Spina), Queen Kong (2016, Monica Stambrini) e Push (2006, Loris Lai).
Per la televisione ha composto e prodotto le colonne sonore di Nudes - Seconda Stagione (2024, RaiPlay – episodio "Michela e Francesca"), Che Classe! (2024, RaiPlay) e Voci di una terra – Basilicata (2019, Rai 3). 
Dal 2017 è il compositore e produttore delle musiche originali del programma di approfondimento giornalistico Presa diretta (programma televisivo) (Rai 3) condotto da Riccardo Iacona; dal 2019 al 2022 ha composto e prodotto le musiche di Superquark Più (4 stagioni, RaiPlay), ultima trasmissione condotta da Piero Angela.
Da 2012 Rossano Baldini collabora con varie etichette internazionali in veste di compositore, interprete e produttore artistico: per la casa discografica giapponese Albòre Jazz Records ha pubblicato l'album d'esordio in piano solo It Won’t Be Late nel 2012, seguito da Light nel 2015, registrato in ensemble con Gianluca Petrella, Pierpaolo Ranieri e Michele Rabbia; per l'etichetta londinese RareNoiseRecords, con l'alias HUMANBEING, ha pubblicato l'album omonimo nel 2021.
Come performer dal vivo, dal 2015 al 2020 Rossano Baldini è stato membro dell'ensemble di Nicola Piovani come tastierista e fisarmonicista negli spettacoli dal vivo La Musica E' Pericolosa e La Vita Nuova, esibendosi in oltre 300 concerti italiani ed internazionali. 
Ha collaborato come pianista e tastierista con l'Orchestra dell'Accademia Nazionale di Santa Cecilia, Orchestra Italiana del Cinema, Orchestra del Teatro dell'Opera di Roma e Orchestra Roma Sinfonietta.
Nel 2010 ha fatto parte della band Spiritual Front, partecipando alla scrittura e al tour europeo del disco Roma Rotten Casino.
Come produttore artistico, Rossano Baldini ha prodotto due colonne sonore composte da Alessio Vlad: Turandot, regia di Pier Luigi Pizzi, produzione Teatro stabile del Veneto Carlo Goldoni, 2021; The Path Of The Palm Tree, film diretto dal regista ucraino Ihor Ciszkewycz (2022).
La musica di Baldini è stata pubblicata da Sony Music Publishing, Bonimba Records, RareNoiseRecords, Rai Com, Megasound Records, Giungla Dischi, Ala Bianca, ConcertOne e Albòre Jazz Records.
Dal 2024 è docente di Tastiere Elettroniche presso il Conservatorio Nino Rota di Monopoli, all’interno del Dipartimento di Nuove Tecnologie e Linguaggi Musicali.

## Discografia
- It Won’t Be Late (2012, Albòre Jazz Records)

- Light (2015, Albòre Jazz Records, con Gianluca Petrella, Pierpaolo Ranieri, Michele Rabbia)

- HUMANBEING (2021, RareNoiseRecords)

- Mai Più Eroi (Colonna sonora originale del Programma Tv "Presa Diretta") (2021, Rai Com)

- Guerra All'Informazione (Colonna sonora originale del Programma Tv "Presa Diretta 2021") (2021, Rai Com)

- Frontex (Colonna sonora originale del Programma Tv "Presa Diretta") (2022, Rai Com)

- The Right Path (Colonna sonora originale del Programma Tv "Presa Diretta 2023") (2023, Rai Com)

- Future (Colonna sonora originale del Programma Tv "Presa Diretta") (2024, Rai Com)

- Che Classe! (Colonna sonora originale del programma Tv) (2024, Rai Com)

- Presa Diretta 2024 (Colonna sonora originale del Programma Tv "Presa Diretta") (2024, Rai Com)

## Colonne sonore

### Cinema
- Tutti i rumori del mare, regia di Federico Brugia (2012)
- Il principe di Ostia Bronx, regia di Raffaele Passerini - documentario (2018)
- Nel bagno delle donne, regia di Marco Castaldi (2020)
- N.E.E.T. - La Banda della Marana, regia di Andrea Biglione (2024)

### Televisione
- Che classe!, regia di Yuri Rossi - serie TV (2024)
- Nudes, regia di Marco Danieli e Laura Luchetti - serie TV, 2x04 (2024)

### Programmi televisivi
- Presa diretta (programma televisivo) (dal 2017, Rai 3)

- Superquark Più (2019–2022, RaiPlay)

- Voci di una terra – Basilicata (2019, RaiPlay, regia di Federico Cataldi)